# Успение Богородично (Дамаскиния)
Вижте пояснителната страница за други значения на Успение Богородично.
„Успение Богородично“ (на гръцки: Ναός Κοίμησης της Θεοτόκου) е възрожденска православна църква в населишкото село Дамаскиния (Виделуща), Егейска Македония, Гърция.

## Местоположение
Храмът е разположен на централния площад на селото. 

## История
Според ктиторския надпис е издигната в 1885 година при султан Абдул Хамид II. Според устната традиция в селото на мястото на храма е имало по-стара, по-малка църква.